# Wiktory 1985
Nagrody Wiktorów za 1985 rok.

## Lista laureatów
- Edyta Wojtczak
- Zygmunt Broniarek
- Włodzimierz Szaranowicz
- Wojciech Pijanowski
- Krzysztof Szewczyk
- Włodzimierz Zientarski
- Bronisław Cieślak
- Zbigniew Boniek
- Piotr Fronczewski
- Bogusław Kaczyński
- Eleni
- prof. Aleksander Krawczuk